# Tony Meehan
Tony Meehan, właściwie Daniel Joseph Anthony Meehan (ur. 2 marca 1943 w Hampstead, Londyn, zm. 28 listopada 2005 w Paddington, Londyn) – brytyjski muzyk rockowy, perkusista i współzałożyciel grupy The Shadows.

## Życiorys
Grał na perkusji od 10. roku życia. Występował w zespołach młodzieżowych, m.in. jako 13-latek w zespole muzycznym w hali tanecznej w północnej dzielnicy Londynu Willesden. Grał także w Londyńskiej Orkiestrze Młodzieżowej. W 1958 porzucił szkołę i założył wraz z basistą Jetem Harrisem oraz gitarzystami Hankiem Marvinem i Bruce Welchem zespół o nazwie „The Drifters”, wkrótce przemianowany na The Shadows. Grupa została stworzona jako zespół wspomagający wokalistę Cliffa Richarda.
W 1961 Meehan odszedł z zespołu i zatrudnił się jako producent w wytwórni Decca Records. Wkrótce po nim z The Shadows odszedł również Harris; stworzyli wówczas duet instrumentalny, który wprowadził na czołowe miejsca brytyjskich list przebojów w 1963 utwory Diamonds (na pozycję nr 1) i Scarlett O’Hara (nr 2). Współpracę przerwał wypadek motocyklowy Harrisa. Meehan wraz z grupą Tony Meehan Combo nagrał jeszcze utwór Song of Mexico, który dostał się do czołowej „czterdziestki” na listach brytyjskich, ale wkrótce skoncentrował się na pracy producenta. Dał także kilka koncertów z The Shadows, kiedy jego następca w zespole Brian Bennett przebywał w szpitalu.
Zmarł w listopadzie 2005 wskutek obrażeń głowy, których doznał przy nieszczęśliwym upadku. Miał 62 lata.